# Ilha de São Lourenço
A Ilha de São Lourenço (em inglês:  St. Lawrence Island) é uma ilha no Mar de Bering, a sul do estreito de Bering. Pertence ao Alasca, Estados Unidos da América. Embora faça parte do território do Alasca, está geograficamente mais perto da Ásia (Rússia). É considerada como uma das partes emersas da antiga ponte terrestre a partir de Beringia, que ligava a Ásia e a América do Norte durante o Pleistoceno. 

## Geografia
No censo de 2000, a ilha tinha 1292 habitantes, e no censo de 2010 tinha 1352, distribuídos principalmente por duas aldeias, Gambell e Savoonga. A maioria da população, mais de noventa por cento, se  identifica étno-lingüístico-culturalmente como Iupique da Sibéria (Siberian Yupik, em inglês). Além da língua nacional dos Estados Unidos, o inglês, a língua materna da maioria da população da ilha é um dialeto muito parecido ao idioma milenar cultuado pelas populações continentais da vizinha Sibéria (Rússia). 
A área da ilha é 4640 km². A ilha tem um comprimento de cerca de 145 km e uma largura entre 13 e 16 km. A ilha não tem árvores, apenas minúsculos arbustos de menos de 30 cm de altura. A ilha acolhe muitas aves marinhas e mamíferos marinhos, principalmente devido à influência da Corrente Anadyr, uma corrente oceânica fria e rica em nutrientes, provenientes das águas profundas do Mar de Bering.
A sul da ilha forma-se uma polínia persistente, quando ventos de norte e leste empurram o gelo à deriva para longe da costa.

## História
Vestígios de ocupação da ilha há 2000 anos foram encontrados, consistindo em objetos de estilo Okvik. A ocupação da ilha não foi contínua, e a análise de esqueletos mostra períodos de fome. A ilha serviu regularmente como base para caça.
Originalmente a ilha era chamada de Sivuqaq pelo povo iúpique (Yupik, em inglês) que nela habitavam. Porém, ao ser visitada no dia 10 de agosto de 1728, no dia de São Lourenço, pelo explorador dinamarquês ao serviço dos zares russos, ela passou a ser conhecida pelo nome atual, segundo o mito deste santo cristão. Acredita-se que a ilha foi o primeiro lugar a ser explorado por europeus em toda a região do Alasca.
As renas foram introduzidas na ilha em 1900 para melhorar a economia local. A manada chegou a ter 10 000 cabeças em 1917, mas desde então tem diminuído. Hoje, as renas são criadas pela sua carne.

## Localidades
- Gambell
- Savoonga